# Stereocaryum ovigerum
Stereocaryum ovigerum är en myrtenväxtart som först beskrevs av Adolphe-Théodore Brongniart och Jean Antoine Arthur Gris, och fick sitt nu gällande namn av Karl Ewald Maximilian Burret. Stereocaryum ovigerum ingår i släktet Stereocaryum och familjen myrtenväxter.
Artens utbredningsområde är Nya Kaledonien. Inga underarter finns listade i Catalogue of Life.